# Delia hudsonica
Delia hudsonica är en tvåvingeart som beskrevs av Griffiths 1993. Delia hudsonica ingår i släktet Delia och familjen blomsterflugor.
Artens utbredningsområde är Saskatchewan. Inga underarter finns listade i Catalogue of Life.